# Operation Bodyguard
Operation Bodyguard (englisch für Leibwächter) war der Codename für ein Ablenkungsmanöver im Zweiten Weltkrieg, das die Alliierten 1944 vor der Invasion in Nordwesteuropa durchführten. Der Plan sollte das deutsche Oberkommando über Zeit und Ort der Invasion in die Irre führen. Der Plan umfasste mehrere Operationen und gipfelte in der taktischen Überraschung der Deutschen mit der Landung in der Normandie am 6. Juni 1944 (D-Day) und verzögerte das Hinzuziehen deutscher Verstärkungen in die Region.
Die deutsche Küstenverteidigung war 1944 überfordert, da sie sich auf die Verteidigung der gesamten Küste Nordwesteuropas vorbereitete. Die Alliierten hatten bereits Täuschungsmanöver gegen die Deutschen eingesetzt, unterstützt durch die Gefangennahme aller deutschen Agenten im Vereinigten Königreich und die systematische Entschlüsselung der deutschen Enigma-Kommunikation. Nachdem die Normandie als Ort der Invasion ausgewählt worden war, sollte den Deutschen vorgegaukelt werden, dass es sich um ein Ablenkungsmanöver handelte und die eigentliche Invasion woanders stattfinden würde.
Die Planungen für Bodyguard begannen 1943 unter der Leitung der London Controlling Section (LCS). Ein Strategieentwurf, der als Plan Jael bezeichnet wurde, wurde dem Oberkommando der Alliierten Ende November auf der Teheran-Konferenz vorgelegt und am 6. Dezember genehmigt. Ziel dieses Plans war es, die Deutschen glauben zu machen, dass die Invasion in Nordwesteuropa später als geplant stattfinden würde und dass sie mit Angriffen an anderen Stellen rechnen mussten, darunter im Pas-de-Calais, auf dem Balkan (Operation Zeppelin), in Südfrankreich und Norwegen sowie mit sowjetischen Angriffen in Bulgarien und Nordnorwegen.
Die Operation Bodyguard war erfolgreich und die Landung in der Normandie überraschte die Deutschen. Die anschließende Maskierung der Landung in der Normandie als Ablenkungsmanöver veranlasste Hitler, die Entsendung von Verstärkungen aus der Region Pas-de-Calais um fast sieben Wochen zu verzögern (der ursprüngliche Plan hatte 14 Tage vorgesehen).

## Hintergrund

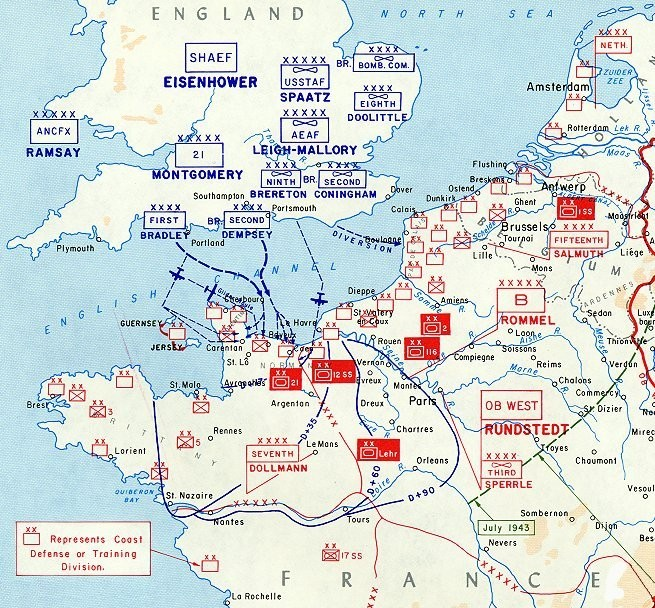
Deutsche Truppendispositionen in Frankreich, Juni 1944

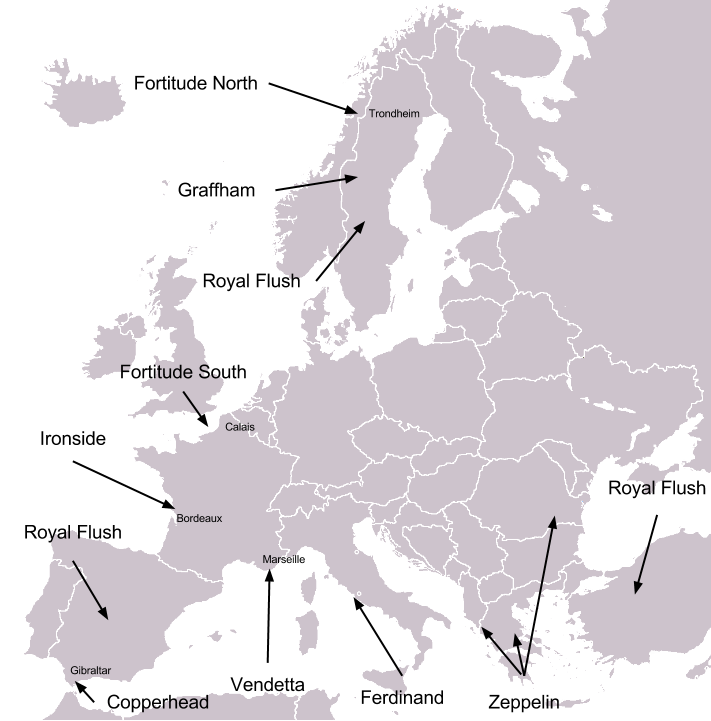
Karte mit den Zielen aller untergeordneten Pläne von Bodyguard

Schon vor Bodyguard machten die Alliierten im Zweiten Weltkrieg ausgiebig Gebrauch von Täuschungen und entwickelten viele neue Techniken und Theorien. Die wichtigsten Akteure waren damals die 1940 unter Dudley Clarke gegründete ‘A’ Force und die 1942 gegründete Londoner Controlling Section unter der Leitung von John Bevan.
In dieser Phase des Krieges waren die alliierten und deutschen Geheimdienstoperationen in starkem Ungleichgewicht. Die Entschlüsselung von Nachrichten in Bletchley Park kompromittierte viele der deutschen Kommunikationslinien, da das als „Ultra“ bekannte Abhörprogramm den Alliierten Einblicke in die Effektivität ihrer Täuschungen gab. In Europa verfügten die Alliierten durch Kontakte zum Widerstand und durch Luftaufklärung über einen guten Informationsstand. Im Vergleich dazu waren die meisten der deutschen Spione, die nach Großbritannien geschickt worden waren, gefasst worden oder hatten sich selbst gestellt und waren (im Rahmen des Double-Cross-Systems) Doppelagenten geworden. Einige der kompromittierten Agenten waren so vertrauenswürdig, dass der deutsche Geheimdienst bis 1944 keine neuen Infiltratoren schickte. Innenpolitische Schwierigkeiten, Misstrauen und Missmanagement in der deutschen Kommandostruktur führten zu einer eingeschränkten Effektivität der nachrichtendienstlichen Aufklärung.
Bis 1943 verteidigte Hitler die gesamte Westküste Europas, ohne genau zu wissen, wo eine alliierte Invasion landen könnte. Seine Taktik war es, die gesamte Länge zu verteidigen und sich auf Verstärkungen zu verlassen, um schnell auf eventuelle Landungen zu reagieren. In Frankreich setzten die Deutschen zwei Heeresgruppen ein. Eine davon, die Heeresgruppe B, wurde zum Schutz der Küste eingesetzt; die 15. Armee deckte die Region Pas-de-Calais ab und die 7. Armee in der Normandie. Nach der Entscheidung, die Invasion (Operation Overlord) auf 1944 zu verschieben, führten die Alliierten eine Reihe von Täuschungsmanövern durch, um eine Invasion in Norwegen und Frankreich anzutäuschen. Die Operation Cockade sollte das deutsche Oberkommando über die Absichten der Alliierten verwirren und sie in Luftkämpfe über dem Ärmelkanal verwickeln. In dieser Hinsicht war Cockade kein Erfolg, da die deutschen Streitkräfte kaum reagierten, selbst als eine vorgetäuschte Invasionsstreitmacht den Kanal überquerte und in einiger Entfernung von ihrem „Ziel“ umkehrte.

## Plan Jael
Nach der Entscheidung zur Invasion in der Normandie begannen die Planungen für Bodyguard noch bevor die Operation Cockade voll im Gange war. Die für die Täuschung zuständigen Abteilungen – die ‘A’ Force, die Ops (B) des COSSAC und die Londoner Controlling Section – begannen sich mit dem Problem der taktischen Überraschung für Overlord zu befassen. Sie erstellten am 14. Juli 1943 ein Papier mit dem Titel „First Thoughts“ (Erste Gedanken), das viele der Konzepte skizzierte, die später den Bodyguard-Plan bilden sollten. Da Cockade jedoch mit begrenztem Erfolg abgeschlossen worden war, waren die meisten Mitglieder des alliierten Oberkommandos skeptisch, dass eine neue Täuschung funktionieren würde.
Im August legte der Leiter der Londoner Controlling Section, Colonel John Henry Bevan, einen Planentwurf vor. Er trug den Codenamen Jael, eine Anspielung auf die alttestamentarische Heldin, die einen feindlichen Befehlshaber durch Täuschung tötete. Er sollte den Deutschen die Verzögerung der Alliierten Invasion um ein weiteres Jahr und stattdessen die Konzentration auf den Balkan und bis 1944 fortgesetzte Luftangriffe auf Deutschland vorgaukeln. Der Plan wurde im Oberkommando der Alliierten mit gemischten Gefühlen aufgenommen und im Oktober wurde eine Entscheidung über den Entwurf auf den nächsten Monat bis nach der Teheran-Konferenz verschoben.
In der Zwischenzeit hatte das COSSAC an seiner eigenen Täuschungsstrategie gearbeitet, dem „Appendix Y“ des Operation-Overlord-Plans. Der Plan, auch als Torrent bekannt, war Anfang September im COSSAC entstanden und begann als Scheininvasion in der Region Calais kurz vor dem D-Day und wurde schließlich, nach dem Scheitern eines ähnlichen Plans während Cockade, in einen Plan umgewandelt, der die Aufmerksamkeit von den Truppen ablenken sollte, die sich im Südwesten Englands aufbauten. Die frühen Ideen, die später zur Operation Bodyguard wurden, erkannten, dass die Deutschen eine Invasion erwarten würden. Stattdessen zielte der Plan im Kern darauf ab, die Deutschen hinsichtlich des genauen Zeitpunkts und Ortes der Invasion in die Irre zu führen und sie nach der Landung zur Beibehaltung ihrer Verteidigungspositionen zu bewegen.
Im November und Dezember 1943 trafen sich die alliierten Führer zweimal, zuerst in Kairo (23. bis 27. November) und dann in Teheran (28. November bis 1. Dezember), um über die Strategie für das folgende Jahr zu entscheiden. Bevan nahm an der Konferenz teil und erhielt am 6. Dezember seine endgültigen Befehle. Bevan kehrte mit letzten Details zur Planung der Landung nach London zurück, um den Entwurf zu vervollständigen. Die Bodyguard getaufte Täuschungsstrategie wurde am Weihnachtstag 1943 genehmigt. Der neue Name war in Anlehnung an eine Bemerkung Winston Churchills gegenüber Joseph Stalin auf der Konferenz in Teheran gewählt worden: „In Kriegszeiten ist die Wahrheit so kostbar, dass sie immer von einem Leibwächter aus Lügen begleitet werden sollte.“

## Planung Anfang 1944

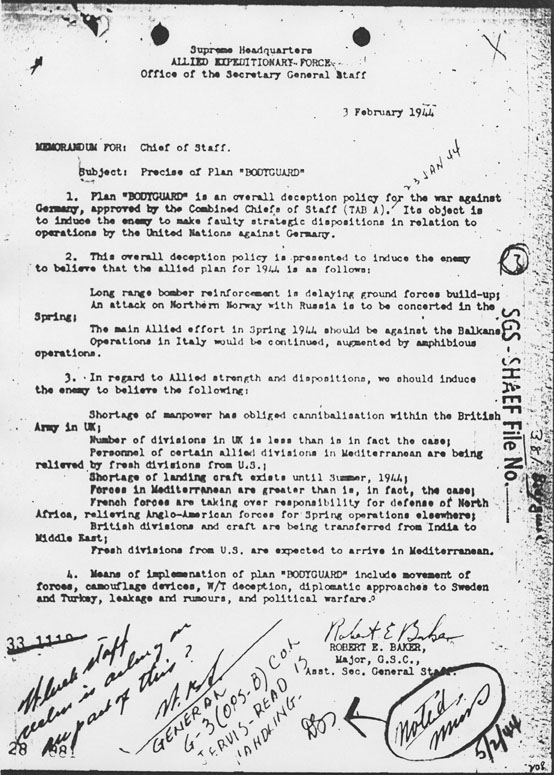
Memorandum über Bodyguard, erstellt für SHAEF im Februar 1944

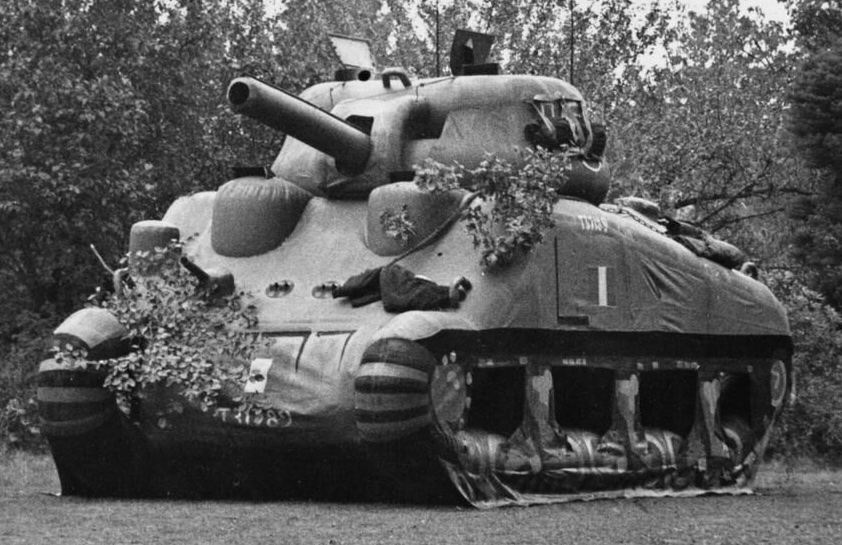
Aufblasbare Panzer wurden während der Operation Fortitude eingesetzt, einer der drei Hauptoperationen von Bodyguard

Operation Bodyguard zielte darauf ab, den Feind über den Zeitpunkt, die Schwere und die Richtung der bevorstehenden alliierten Invasion in Frankreich zu täuschen. Sie hatte drei Hauptziele: das Pas-de-Calais als Hauptziel der Invasion erscheinen zu lassen, das tatsächliche Datum und die Uhrzeit des Angriffs zu verschleiern und deutsche Verstärkungen für mindestens 14 Tage nach der Landung im Pas-de-Calais (und anderen Teilen Europas) zu halten.
Bodyguard entwarf ein detailliertes Szenario zur Täuschung der Deutschen. Es beinhaltete den Glauben der Alliierten an Luftangriffe als effektiven Weg zum Sieg, mit Schwerpunkt auf dem Aufbau von Bomberflotten im Laufe des Jahres 1944. Es spezifizierte dann Invasionen entlang der gesamten europäischen Küstenlinie: in Norwegen, Frankreich und im Mittelmeer. Im Januar begann die Detailplanung für Bodyguard mit der Erstellung verschiedener Unteroperationen für die einzelnen Invasionen und Täuschungen.
Die Aufgabe fiel zwei Hauptabteilungen zu. Die schon früh erfolgreich gewesene ‘A’ Force unter Dudley Clarke übernahm wieder die Verantwortung für den Mittelmeerraum. In Europa verlagerte sich die Verantwortung jedoch weg von der LCS, die eine koordinierende Rolle übernahm. Vor der Ernennung von Dwight Eisenhower zum Oberbefehlshaber lag die gesamte Planung für Overlord bei Frederick E. Morgan, dem Chief of Staff to the Supreme Commander Allied Forces (COSSAC). Unter seiner Führung hatte die Täuschungsabteilung, Ops (B), nur begrenzte Ressourcen erhalten und den Großteil der bisherigen Planung der Londoner Controlling-Abteilung überlassen. Mit Eisenhowers Ankunft wurde Ops (B) vergrößert und Dudley Clarkes Stellvertreter von der ‘A’ Force, Noel Wild, mit der Leitung betraut. Mit den neuen Ressourcen organisierte die Abteilung die Operation Fortitude, die größte Teiloperation von Bodyguard.

## Westfront
Bodyguard konzentrierte sich auf die Verschleierung der bevorstehenden Landung in der Normandie, die für Frühjahr/Sommer 1944 geplant war, und richtete die Hauptanstrengungen somit auf die Westfront. Aufbauend auf Elementen der früheren Operation Cockade erarbeiteten die Planer die Operation Fortitude, die einen vollständigen fiktiven alliierten Invasionsplan für Ziele in Frankreich und Norwegen beinhaltete. Die Hauptaufgabe bestand darin, durch verschiedene Täuschungstechniken die Größe der alliierten Streitkräfte in Großbritannien bis Anfang 1944 so zu übertreiben, dass sie mehrere Ziele gleichzeitig bedrohen konnten.

### Operation Fortitude

Abzeichen der First United States Army Group, der fiktiven Schlüsselformation der Operation Fortitude

Innerhalb des „Fortitude“-Narrativs beabsichtigten die Alliierten, sowohl Norwegen als auch Pas-de-Calais anzugreifen. Mit ähnlichen Techniken wie bei der Operation Cockade von 1943 (fiktive Feldarmeen, vorgetäuschte Operationen und falsche „durchgesickerte“ Informationen) sollten die alliierten Streitkräfte größer dargestellt werden, um einen solchen Großangriff möglich erscheinen zu lassen. Um den Plan überschaubar zu halten, wurde er in zwei Hauptabschnitte mit jeweils zahlreichen Unterplänen unterteilt: Fortitude North und South.
Fortitude North richtete sich gegen die deutschen Kräfte in Skandinavien und basierte auf der fiktiven britischen Fourth Army (Vierte Armee), die in Edinburgh stationiert war. Die Fourth Army war erst im Jahr zuvor als Teil von Cockade aktiviert worden, um Norwegen zu bedrohen und dort stationierte feindliche Divisionen zu binden. Die Alliierten schufen die Illusion der Armee durch gefälschten Funkverkehr (Operation Skye) und scheinbar durchgesickerte Fehlinformationen von Doppelagenten.
Fortitude South setzte eine ähnliche Täuschung in Südengland ein und drohte mit einer Invasion bei Pas-de-Calais durch die fiktive First United States Army Group (FUSAG, „Erste Heeresgruppe der Vereinigten Staaten“) unter Führung von US-General George Patton. Frankreich war der Dreh- und Angelpunkt des Bodyguard-Plans: Mit Calais als logischster Wahl für eine Invasion musste das alliierte Oberkommando die deutschen Verteidigungskräfte in einem sehr kleinen geografischen Gebiet in die Irre führen. Der Pas-de-Calais bot gegenüber dem gewählten Invasionsort Vorteile, wie die kürzeste Überquerung des Ärmelkanals und den schnellsten Weg nach Deutschland. Da Patton bei der deutschen Führung, insbesondere bei Erwin Rommel, hoch angesehen war, unternahm sie Schritte, um diesen Küstenabschnitt stark zu befestigen. Die Alliierten beschlossen, diesen Glauben an eine Landung in Calais zu untermauern.
Der Befehlshaber der alliierten Landungstruppen, General Bernard Montgomery, wusste um die entscheidende Bedeutung des Ausbaus eines Brückenkopfs zu einer vollen Front. Außerdem hatte er mit 37 gegenüber etwa 60 deutschen Formationen nur wenige Divisionen unter seinem Kommando. Die Hauptziele von Fortitude South waren, den Eindruck einer viel größeren Invasionsstreitmacht (der FUSAG) im Südosten Englands zu erwecken, eine taktische Überraschung bei der Landung in der Normandie zu erreichen und nach der Invasion selbige als Ablenkungsmanöver und Calais als das eigentliche Ziel erscheinen zu lassen.

### Operation Ironside
Während Fortitude die Hauptanstrengung von Bodyguard zur Unterstützung der Landung in der Normandie darstellte, trugen mehrere kleinere Pläne zum Gesamtbild der Verwirrung bei. An der Westfront war der größte davon die Operation Ironside. Abgefangene Nachrichten vom Januar 1944 deuteten auf deutsche Befürchtungen von Landungen entlang des Golfs von Biskaya hin, insbesondere in der Nähe von Bordeaux. Im folgenden Monat ordnete das deutsche Oberkommando Anti-Invasionsübungen in dieser Region an. Um diese Ängste auszunutzen, starteten die Alliierten die Operation Ironside.
Der Plan für Ironside sah vor, dass zwei Divisionen vom Vereinigten Königreich aus zehn Tage nach dem D-Day an der Mündung der Garonne landen sollten. Nachdem ein Brückenkopf errichtet worden war, sollten weitere sechs Divisionen direkt aus den Vereinigten Staaten eintreffen. Die Truppe würde dann Bordeaux einnehmen, bevor sie sich mit Kräften der Scheinoperation Vendetta in Südfrankreich verband.
Ironside stützte sich vollständig auf Doppelagenten: „Tate“, „Bronx“ und „Garbo“. Das Zwanziger-Komitee, das für Spionage- und Täuschungsoperationen britischer Militärgeheimdienste zuständig war, fürchtete um die Plausibilität der Geschichte und unterstützte sie daher nicht allzu sehr durch seine Agenten. Die Nachrichten an ihre deutschen Kontaktpersonen enthielten Elemente der Ungewissheit. In Kombination mit der mangelhaften Plausibilität von Bordeaux als Ziel (der Landeplatz lag weit außerhalb der Reichweite britischer Jagdflugzeuge) bedeutete dies, dass die Deutschen die Gerüchte nur wenig übernahmen und sie sogar als wahrscheinliche Täuschung identifizierten. Dennoch schickte die Abwehr bis Anfang Juni weiterhin Fragen zur Landung an ihre Agenten und hielten sich die Deutschen auch nach dem D-Day in der Region bereit.

## Politischer Druck
Ein wiederkehrendes Thema bei Bodyguard war der Einsatz von politischer Täuschung. Bevan hatte Bedenken hinsichtlich der Auswirkungen, die physische und drahtlose Täuschungen haben könnten. Anfang 1944 schlug er mit Operation Graffham eine rein politische Täuschungsoperation zur Unterstützung von Bodyguard-Elementen vor. Ronald Wingate baute diese Ideen aus und entwickelte einige Monate später die größere Operation Royal Flush.
Obwohl Graffham bei den Zielregierungen keinen großen Anklang fand, beeinflusste es dennoch das Denken der deutschen Befehlshaber und brachte sie dazu, andere Aspekte von Bodyguard zu akzeptieren.
Royal Flush war jedoch weniger erfolgreich, und ein Bericht der Abwehr bezeichnete die Zielländer als „ausgesprochene Zentren der Täuschung“. Es war die letzte politische Aktion, die im Rahmen von Bodyguard durchgeführt wurde.

### Operation Graffham
Das politische Ziel der Operation Graffham war Schweden, und ihr Hauptziel war die Unterstützung der Ziele von Fortitude North. Sie sollte den Aufbau politischer Beziehungen der Alliierten zu Schweden in Vorbereitung einer bevorstehenden Invasion in Norwegen suggerieren. Die Operation beinhaltete Treffen zwischen britischen und schwedischen Beamten sowie den Kauf von norwegischen Wertpapieren und den Einsatz des Double-Cross-Systems zur Verbreitung falscher Gerüchte. Schweden vertrat während des Krieges eine neutrale Haltung, und wenn seine Regierung an eine bevorstehende alliierte Invasion Norwegens glaubte, würde das zum deutschen Geheimdienst durchdringen.
Die Planungen für die Operation begannen im Februar 1944. Bevan war besorgt, dass Fortitude North nicht ausreichen würde, um eine Bedrohung für Norwegen zu schaffen. Also schlug er Graffham als zusätzliche Maßnahme vor. Anders als die anderen Teile von Bodyguard wurde die Operation von den Briten ohne amerikanische Beteiligung geplant und durchgeführt.
Graffham sollte den bestehenden alliierten Druck auf Schweden verstärken, seine neutrale Haltung zu beenden. Ein Beispiel dafür waren die Forderungen, den Export von Kugellagern nach Deutschland zu beenden, einer wichtigen Komponente für militärische Geräte. Bevan erhöhte diesen Druck mit zusätzlichen Forderungen. Er hoffte, die Deutschen so weiter davon zu überzeugen, dass Schweden sich darauf vorbereitete, sich den Alliierten anzuschließen.
Die Auswirkungen von Graffham waren minimal. Die schwedische Regierung stimmte nur wenigen der bei den Treffen geforderten Zugeständnisse zu und nur wenige hochrangige Beamte waren von einem Einmarschplan der Alliierten für Norwegen überzeugt. Insgesamt ist der Einfluss von Graffham und Fortitude North auf die deutsche Strategie in Skandinavien umstritten.

### Operation Royal Flush
Royal Flush wurde von Ronald Wingate von der LCS im April 1944 vorgeschlagen und geplant. Aufbauend auf dem Ansatz von Graffham erhoffte er durch politische Vorstöße in Schweden, Spanien und der Türkei die Unterstützung anderer Täuschungsmanöver von Bodyguard im Westen und im Mittelmeerraum. Die Operation setzte Graffhams Arbeit in Schweden fort, indem er Botschafter des Vereinigten Königreichs, der Vereinigten Staaten und der Sowjetunion dazu aufforderte, den Deutschen nach einer alliierten Invasion in Norwegen den Zugang zum Land zu verweigern.